# Veronica Björnstrand
Lilli Isabella Veronica Björnstrand, född 15 maj 1953 i Johannes församling i Stockholm, är en svensk skådespelare.
Björnstrand gick ut Teaterhögskolan i Stockholm 1980. Hon har bland annat varit engagerad vid Stadsteatern och Norrbottensteatern. Sedan 2008 tillhör hon Länsteatern i Örebros fasta ensemble.
Veronica Björnstrand är dotter till skådespelaren Gunnar Björnstrand och författaren Lillie Björnstrand. Hon har en dotter, född 1982.

## Filmografi
- 1966 – Hemsöborna (TV-serie)
- 1982 – Pengar (kortfilm)
- 1987 – Peta näsan (TV-serie)
- 1999 – Skilda världar (TV-serie)
- 2000 – Brottsvåg (TV-serie)
- 2007 – Blåbärskriget
- 2016 – Finaste familjen (TV-serie) (gästroll)

## Teater

### Roller (ej komplett)
| År   | Roll             | Produktion | Regi                    | Teater                 |
| ---- | ---------------- | --- | ----------------------- | ---------------------- |
| 1973 | Boticellis Våren | Kaktusblomman (Fleur de cactus) Pierre Barillet och Jean-Pierre Grédy                                           | Per Gerhard             | Vasateatern            |
| 1982 | Dottern Flicka   | Agnes Bernauer Franz Xaver Kroetz                                                                               | Johan Bergenstråhle     | Stockholms stadsteater |
| 1985 | Diana            | Fantomen Urban Wrethagen och Peter Emanuel Falck                                                                | Karin Falck             | Scalateatern           |
| 2002 | Yvonne           | Camping (Perfect Pitch) John Godber                                                                             | Johan Wahlström         | Norrbottensteatern     |
| 2007 |                  | Alla mina söner (All my sons ) Arthur Miller                                                                    | Björn Melander          | Teater Västmanland     |
| 2011 |                  | Ingvar! – En musikalisk möbelsaga Klas Abrahamsson och Erik Gedeon                                              | Sara Gise               | Örebro länsteater      |
| 2012 | Hjördis          | Syrror Camilla Blomqvist                                                                                        | Tereza Andersson        | Örebro länsteater      |
| 2013 |                  | Vredens druvor (Grapes of Wrath) John Steinbeck                                                                 | Alexander Öberg         | Örebro länsteater      |
| 2013 |                  | Flyktbilen Anders Duus                                                                                          | Isabelle Moreau         | Örebro länsteater      |
| 2014 |                  | Den besynnerliga händelsen med hunden om natten (The Curious Incident of the Dog in the Night-time) Mark Haddon | Sara Giese              | Örebro länsteater      |
| 2015 |                  | Drottningens juvelsmycke Carl Jonas Love Almqvist                                                               | Sally Palmqvist Procopé | Örebro länsteater      |

### Fotnoter
1. ↑  Sveriges befolkning
1990:
Björnstrand, Lilli Isabellla Veronica
2. 1 2  ”Veronica Björnstrand”. Svensk Filmdatabas. http://sfi.se/sv/svensk-filmdatabas/Item/?type=PERSON&itemid=176470. Läst 16 oktober 2012.
3. ↑  ”Avgångsklassen 1980”. Stockholms dramatiska högskola. http://www.stdh.se/vara-studenter/skadespeleri/tidigare-studenter/studenter-1969-1979/avgangsklassen-1979. Läst 22 maj 2013.
4. ↑  ”Veronica Björnstrand”. Örebro Länsteater. Arkiverad från originalet den 4 oktober 2012. https://web.archive.org/web/20121004094509/http://lansteatern.se/manniskor/36-veronica_bjornstrand.aspx. Läst 16 oktober 2012.
5. ↑  ”Lillie Björnstrand”. IMDb.com. http://www.imdb.com/name/nm0085039/. Läst 16 oktober 2012.
6. ↑  Barbro Hähnel (20 januari 1973). ”Skådespelarna lyfter upp 'Kaktusblomman'”. Dagens Nyheter:  s. 13. http://arkivet.dn.se/arkivet/tidning/1973-01-20/18/13. Läst 23 augusti 2015.
7. ↑  Marcus Boldemann (24 februari 1985). ”Musikalen 'Fantomen' på Scala: Publikfriande stökig”. Dagens Nyheter:  s. 21. http://arkivet.dn.se/arkivet/tidning/1985-02-24/54/21. Läst 30 augusti 2015.
8. ↑  Pia Huss (16 oktober 2002). ”Snärtigt och vältajmat. Välputsad medelklasskultur och grovmalet samliv kolliderar.”. Dagens Nyheter. https://www.dn.se/arkiv/kultur/snartigt-och-valtajmat-valputsad-medelklasskultur-och-grovmalet-samliv-kolliderar/. Läst 27 februari 2022.
9. ↑  Malin Ullgren (18 februari 2007). ”Familjärt självbedrägeri. Björn Melanders 'Alla mina söner' litar till texten men blir väl mekanisk.”. Dagens Nyheter. https://www.dn.se/kultur-noje/scenrecensioner/nils-holgersson-pa-vastana-teater/. Läst 1 december 2024.
10. ↑  Örebro länsteater (7 mars 2011). ”Premiär för Ingvar – En musikalisk möbelsaga”. Pressmeddelande.  Läst 6 oktober 2024.
11. ↑  Örebro länsteater (8 Februari 2012). ”Sjukhuskomedi inviger nyrenoverad Örebro Teater”. Pressmeddelande.  Läst 6 oktober 2024.
12. ↑  Örebro länsteater (25 september 2012). ”Premiär för 'Vredens druvor' på Örebro länsteater”. Pressmeddelande.  Läst 6 oktober 2024.
13. ↑  Örebro länsteater (30 augusti 2013). ”Fantasi, ensamhet och vänskap tema i Örebro länsteaters satsning för mellanstadiet”. Pressmeddelande.  Läst 6 oktober 2024.
14. ↑  Örebro länsteater (17 december 2013). ”Varm och gripande detektivhistoria inleder våren på Örebro länsteater”. Pressmeddelande.  Läst 6 oktober 2024.
15. ↑  Örebro länsteater (17 februari 2015). ”Drottningens juvelsmycke blir glammig musikeater på Örebro Teater.”. Pressmeddelande.  Läst 6 oktober 2024.